# 18 a.C.
18 a.C. foi um ano comum do século I a.C. que durou 365 dias. De acordo com o Calendário Juliano, o ano teve início e terminou a uma quinta-feira. a sua letra dominical foi D.
| Ano completo                        |
| ----------------------------------- |
| Ano comum com início à quinta-feira |

## Eventos
- Públio Cornélio Lêntulo e Cneu Cornélio Lêntulo, cônsules romanos.[1]
- Herodes inicia a reconstrução do templo de Jerusalém.[2]
- É fundada a hoje capital sul-coreana Seul.